# Sermide
Sermide (lombardul: Sèrmad) település Olaszországban, Lombardia régióban, Mantova megyében. Lakosainak száma 6089 fő (2017. január 1.). Sermide Felonica községgel határos.

## Népesség
A település lakossága az elmúlt években az alábbi módon változott:

| 2017 | 6 089 |